# Offenburger Tageblatt

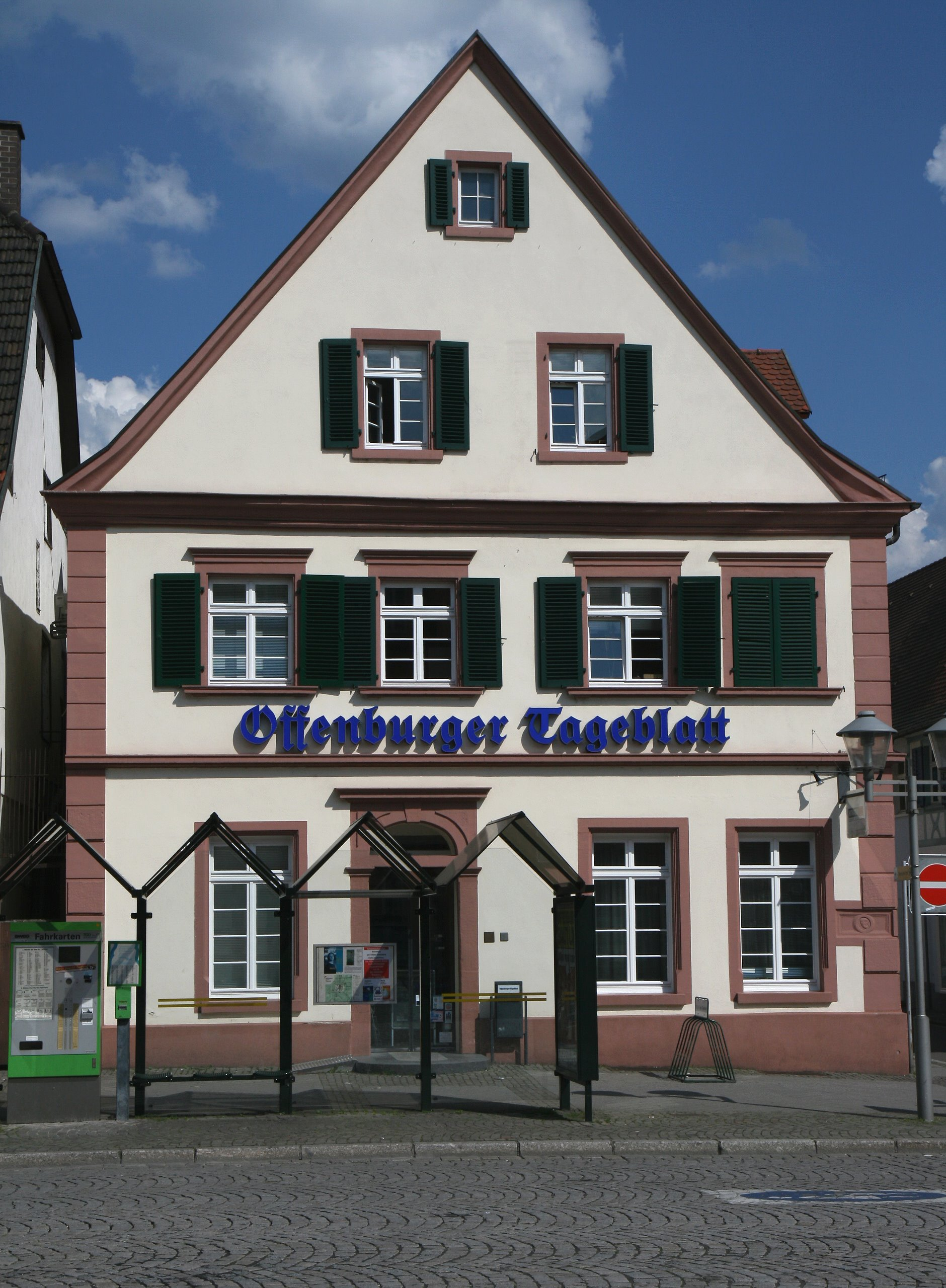
Redaktionsgebäude in Offenburg

Das Offenburger Tageblatt ist eine in Offenburg erscheinende Tageszeitung. Herausgegeben wird sie von der Reiff Verlag GmbH & Co. KG.
Die verkaufte Auflage beträgt 12.757 Exemplare, ein Minus von 49,1 Prozent seit 1998.

## Geschichte
Der Vorläufer der Zeitung, das Offenburger Intelligenz- und Wochen-Blatt, wurde 1812 von dem aus Innsbruck stammenden Buchdrucker Andreas Patsch gegründet. 1834 übernahm Patschs Stiefsohn Joseph Otteni das Blatt und benannte es 1851 in Der Ortenauer Bote um. 1867 wurde Ottenis Schwiegersohn Johann Joseph Alexander Reiff Besitzer von Zeitung und Druckerei. Seitdem befindet sich der Verlag im Besitz der Familie Reiff. Seit 1913 trägt die Zeitung ihren heutigen Namen Offenburger Tageblatt.
1936 wurde die Offenburger Zeitung mit dem Offenburger Tageblatt vereinigt, das diesen Titel – neben seinem früheren Namen Ortenauer Bote – als zweiten Untertitel weiterhin führt. Von Dezember 1944 bis Oktober 1949 konnte die Zeitung aus kriegsbedingten Gründen nicht erscheinen.
1976 erwarb das Offenburger Tageblatt nach eigenen Angaben als erste deutsche Zeitung ein Fotosatzsystem von Linotype für die Redaktion.
1978 wechselt man auf ein fünfspaltiges Layout.

## Persönlichkeiten
Zu den Persönlichkeiten, die für das Offenburger Tageblatt tätig waren, gehören Torsten Haß, Peter Heisch, Max Köhler und Jürgen Stark.

## Auflage
Das Offenburger Tageblatt hat wie die meisten deutschen Tageszeitungen in den vergangenen Jahren an Auflage eingebüßt. Die verkaufte Auflage ist in den vergangenen 10 Jahren um durchschnittlich 5 % pro Jahr gesunken. Im vergangenen Jahr hat sie um 6,8 % abgenommen. Sie beträgt gegenwärtig 12.757 Exemplare. Der Anteil der Abonnements an der verkauften Auflage liegt bei 94 Prozent.

## Mittelbadische Presse
Neben der Ausgabe für Offenburg selbst beziehen weitere Tageszeitungen des Ortenaukreises aus dem Reiff-Verlag ihren Mantel vom Offenburger Tageblatt:
- Offenburger Tageblatt Schwarzwald-Zeitung
- Kehler Zeitung
- Lahrer Anzeiger
- Acher-Rench-Zeitung

Es handelt sich bei den genannten Titeln um Kopfblätter.
Die Gesamtausgabe der sogenannten Mittelbadischen Presse hat eine Auflage von 36.204 Exemplaren.
Unter den Namen Baden Online und Mittelbadische Presse – Zeitungen der Ortenau betreibt der Verlag ein regionales Online-Nachrichtenportal sowie unter Mittelbadische-Presse.tv ein Online-Videoangebot.